# 창녕 도천 삼층석탑
창녕 도천 삼층석탑(昌寧 都泉 三層石塔)은 대한민국 경상남도 창녕군 도천면 송진리, 관음사에 있는 고려시대의 삼층석탑이다.
1983년 7월 20일 경상남도의 문화재자료 제18호 도천삼층석탑으로 지정되었다가, 2018년 12월 20일 현재의 명칭으로 변경되었다.

## 개요
탑골이라 불리던 보광사의 옛 터에 있었던 탑으로, 임진왜란 때 절이 폐허가 되어 탑만 서 있던 것을, 1928년 현재의 관음사에 옮겨 세웠다고 전한다.
탑은 4면에 기둥 모양의 조각을 둔 기단(基壇) 위로 탑신(塔身)의 몸돌 1개와 지붕돌 3개를 차례대로 올린 모습이다.
비록 일부 석재가 없어졌지만 지붕돌 밑면의 받침수가 3단인 점으로 보아 고려시대에 세운 것으로 보인다.

## 같이 보기
- 삼층석탑

## 참고 자료
- 창녕 도천 삼층석탑 - 국가유산청 국가유산포털